# ロイコトリエン

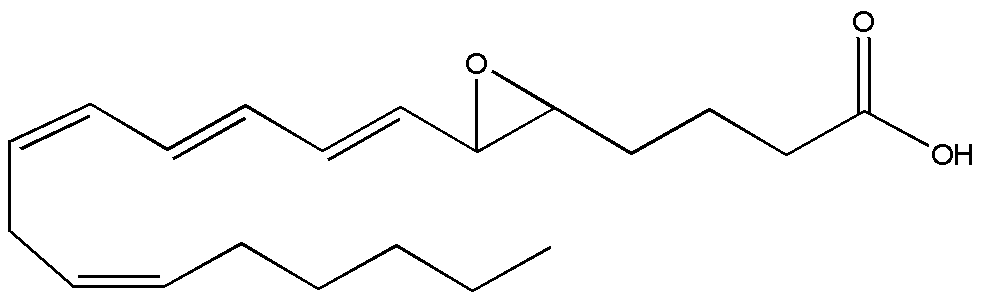
ロイコトリエンA4の構造

ロイコトリエン (leukotriene) はエイコサノイドの一種であり、主に白血球にある5-リポキシゲナーゼによってアラキドン酸から生成されるオートクリン/パラクリン脂質メディエーターである。

## 名前の由来と歴史
ロイコトリエンの名前の由来は leukocyte（白血球）と triene（3つの二重結合）の2つの単語である（当初赤外分光法によって共役したトリエンが確認されたためであるが、後に共役していないもう一つの二重結合を含むことがわかった）。初めてロイコトリエンについて言及したのは、フェルトベルクとケラウェイであった。彼らは1938年から1940年にかけて、後にロイコトリエンC (LTC4) と命名される物質である "slow reaction smooth muscle-stimulating substance" (SRS) を、長期間にわたり蛇毒とヒスタミンに曝露されたラットの肺組織から初めて発見し、単離した。

## 生化学

### 生合成

必須脂肪酸の代謝経路とエイコサノイドの形成

ロイコトリエンは細胞内で 5-リポキシゲナーゼによってアラキドン酸から合成される。リポキシゲナーゼの触媒作用は、アラキドン酸骨格の特定の位置に酸素残基を挿入する際に必要となる。リポキシゲナーゼ経路は、肥満細胞や好酸球、好中球、単球、好塩基球を含む白血球で活発である。これらの細胞が活性化すると、アラキドン酸はホスホリパーゼA2によって細胞膜リン脂質から放出され、5-リポキシゲナーゼ活性化タンパク質 (FLAP) によって 5-リポキシゲナーゼが活性化される。5-リポキシゲナーゼの触媒作用により、アラキドン酸に O2 が付加して 5-モノヒドロペルオキシエイコサテトラエン酸 (HPETE) が生じ、これが脱水反応を経ることで不安定なエポキシドであるロイコトリエンA4 (LTA4) が生成する。
好中球や単球などのロイコトリエンA4加水分解酵素を備えている細胞中では、ロイコトリエンA4がロイコトリエンB4（ジヒドロキシロイコトリエン、LTB4）へと変換される。この LTB4 は、好中球や単球などの原形質膜上に存在する BLT1 と BLT2 受容体を刺激し、これらの細胞を活性化する強力な化学誘発因子である。
システイニルロイコトリエンシンターゼを持つ細胞であるマスト細胞や好酸球では、ロイコトリエン A4 はトリペプチドグルタチオンと抱合されてロイコトリエン C4 が合成される。ロイコトリエン C4 は、マスト細胞や好酸球の細胞表面に存在する CysLT1 と CysLT2 受容体を刺激することで、気管支平滑筋を収縮させ、また、血管平滑筋を拡張し、微小血管における血管透過性を向上させることで気道や内臓組織への粘液分泌を促進し、炎症部位に白血球を招集する。細胞外では、ロイコトリエンC4は複数のユビキタス酵素（ごくありふれた一般的な酵素）によりロイコトリエン D4 (LTD4) やロイコトリエン E4 (LTE4) へと変換され、生体活性維持作用を示す。
LTB4 と LTC4, LTD4, LTE4 の代謝は、一部が末梢組織で、残りの大部分は肝臓で不活性な物質に代謝される。

### 生理活性
ロイコトリエンは主にGタンパク質結合受容体の亜種と結合する。また、ペルオキシソーム増殖活性化受容体 (PPAR) にも結合する可能性がある。ロイコトリエンは気管支喘息やアレルギーの反応、炎症反応の維持に関与しており、いくつかのロイコトリエン受容体拮抗薬(例えばプランルカストなど)が、気管支喘息治療の際に用いられている。さらに近年の研究では、神経精神疾患や循環器疾患等に対する 5-リポキシゲナーゼの関与が指摘されている。
ロイコトリエンは炎症反応において非常に重要な役割を果たす物質である。ロイコトリエン B4 などが好中球に走化性を与えることで、炎症組織に必要な細胞を招集する。また、ロイコトリエンは気管支収縮と血管拡張（特に小静脈血管の拡張）に関して強力な効果があり、さらに、その血管拡張効果ゆえに血管透過性亢進を認める。
なお、ロイコトリエン群には、LTA4, LTB4, LTC4, LTD4, LTE4, LTF4（ロイコトリエン F4）がある。

ロイコトリエンA4
ロイコトリエンB4
ロイコトリエンC4
ロイコトリエンD4
ロイコトリエンE4
ロイコトリエンF4
HPETE

## 気管支喘息への影響
ロイコトリエンは気管支喘息の発病を助長する。

### システイニルロイコトリエン
ロイコトリエン C4 とロイコトリエン D4、ロイコトリエン E4 は構造上にアミノ酸のシステインを含むため、しばしばシステイニルロイコトリエンと呼ばれる。システニルロイコトリエン受容体である CysLT1 と CysLT2 は肥満細胞、好酸球、内皮細胞に存在している。システイニルロイコトリエンがこれらの細胞表面にある受容体を刺激することで、内皮細胞への炎症誘発性の刺激やマスト細胞によるケモカインの産生を生じさせる。これらの機序により、システイニルロイコトリエンは炎症性疾患に関与するほか、肺胞への気流量を減少させて気管支喘息症状を引き起こす。

## ロイコトリエン拮抗薬
ロイコトリエンが炎症カスケードにより気管支喘息を引き起こすことは広く知られている。ロイコトリエン拮抗薬は、気管支喘息を管理し治療する上で非常に重要な薬剤である。
ロイコトリエン拮抗阻害薬の作用機序は大きく分けて二通りある。

### 5-リポキシゲナーゼ経路の阻害
ジロートン (zileuton) のような 5-リポキシゲナーゼ阻害薬は、アラキドン酸から 5-モノヒドロペルオキシエイコサテトラエン酸が生じる過程を阻害することでロイコトリエンの合成阻害を行い、気管支喘息を治療する。一方、MK-886 のような 5-リポキシゲナーゼ活性化タンパク質阻害薬は、気管支喘息の他にアテローム性動脈硬化の治療にも有効である可能性がある。

### システイニルロイコトリエン1型 (CysLT1) 受容体の拮抗
モンテルカストやプランルカストなどの薬剤は、気管支平滑筋などの標的細胞上の CysLT1 受容体にアンタゴニストとして結合し、システイニルロイコトリエンが受容体と結合することを妨げる。気管支喘息患者の60%はこれらの薬剤が効果を示す。服薬前に効果を予測することはできないが、アスピリン喘息、鼻茸患者はおおむね効果がみられる。
これらの治療薬は気管支喘息症状を改善し、悪化を抑え、炎症マーカーである気管支肺胞肺胞洗浄液や末梢血中に含まれる好酸球の値を低下させることで、抗炎症性を示す。